# Anna Brag
Anna Brag, född 25 januari 1965, är en svensk konstnär.
Anna Brag utbildade sig på Nordiska konstskolan i Karleby, Finland 1986-1988 och Statens Kunstakademi i Oslo 1988-1992, i måleri och skulptur, Dramatiska Institutet i Stockholm 1998 och Konsthögskolan Valand 1999-2000. 
Hon har haft separatutställningar på Künstlerhaus Bethanien i Berlin, Dunkers Kulturhus i Helsingborg, Kulturhuset i Stockholm, Karlskrona Konsthall, Malmö konstmuseum m.m. och deltagit i grupputställningar på bland andra Kunsthalle Rostock, Tensta Konsthall, Uppsala konstmuseum, Gävle konstmuseum mm.
Hon arbetar med teckning, mosaik, skulptur, video och performance och har gjort ett antal offentliga gestaltningar i Sverige;
Hagaskolan i Sundsvall, Hermodsdalsskolan i Malmö, Pålsjöhemmet i Helsingborg mm.